# MDM-1 Fox
MDM-1 FOX je dvousedadlový kluzák s pevnými nosnými plochami. Výrobcem je Zakłady Lotnicze Margański & Mysłowski s.a.
Fox je určen pro akrobatický trénink.

## Historie

### Sériová výroba
Kluzák se vyrábí od roku 1993.

## Konstrukce
Dvoumístný, kompozitní (sklolaminát + epoxid).

### Křídlo
Křídlo je nosník.

## Varianty
- MDM-1 Fox
- MDM-1 Fox P

## Specifikace

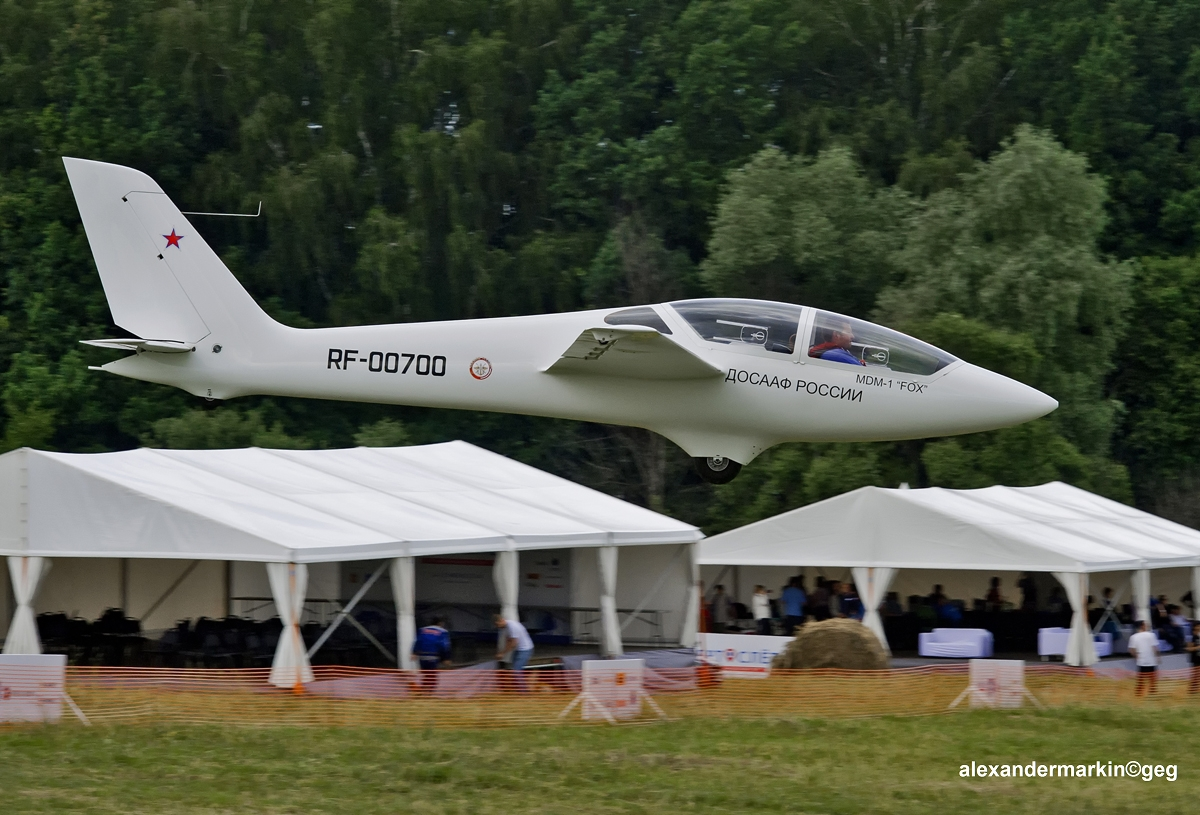
MDM-1 Fox (imatrikulace RF-00700)

### Technické údaje
- Posádka: 2 osoby
- Délka: 7,38 m
- Výška: 1,51 m
- Rozpětí: 14 m
- Plocha křídla: 12,34 m²
- Prázdná hmotnost: 345 kg
- Maximální vzletová hmotnost: 525 kg

### Výkony
- Maximální rychlost: 293 km/h
- Pádová rychlost: 84 km/h
- Minimální opadání: cca 1 m/s
- Klouzavost: 30:1
- Provozní násobky: +9,01G/-6G 1 os.+7.01/-5.0G 2 os.